# Alpské lyžování na Zimních olympijských hrách 1964
Alpské lyžování na Zimních olympijských hrách 1964 v Innsbrucku.

## Medailové pořadí zemí
| Pořadí | Země                           | Zlato | Stříbro | Bronz | Celkově |
| ------ | ------------------------------ | ----- | ------- | ----- | ------- |
| 1.     | Rakousko (AUT)                 | 3     | 2       | 2     | 7       |
| 2.     | Francie (FRA)                  | 3     | 3       | 0     | 6       |
| 3.     | Spojené státy americké (USA)   | 0     | 2       | 2     | 4       |
| 4.     | Tým sjednoceného Německa (EUA) | 0     | 0       | 1     | 1       |
|        | Celkem                         | 6     | 7       | 5     | 18      |

## Medailisté

### Muži
| Disciplína  | Zlato                            | Výkon   | Stříbro                                   | Výkon   | Bronz                                             | Výkon   |
| ----------- | -------------------------------- | ------- | ----------------------------------------- | ------- | ------------------------------------------------- | ------- |
| sjezd       | Egon Zimmermann · Rakousko (AUT) | 2:18,16 | Léo Lacroix · Francie (FRA)               | 2:18,90 | Wolfgang Bartels · Tým sjednoceného Německa (EUA) | 2:19,48 |
| slalom      | Josef Stiegler · Rakousko (AUT)  | 2:11,13 | Billy Kidd · Spojené státy americké (USA) | 2:11,27 | Jimmie Heuga · Spojené státy americké (USA)       | 2:11,52 |
| obří slalom | François Bonlieu · Francie (FRA) | 1:46,71 | Karl Schranz · Rakousko (AUT)             | 1:47,09 | Josef Stiegler · Rakousko (AUT)                   | 1:48,05 |

### Ženy
| Disciplína  | Zlato                                  | Výkon   | Stříbro                                                                               | Výkon   | Bronz                                          | Výkon   |
| ----------- | -------------------------------------- | ------- | ------------------------------------------------------------------------------------- | ------- | ---------------------------------------------- | ------- |
| sjezd       | Christl Haasová · Rakousko (AUT)       | 1:55,39 | Edith Zimmermannová · Rakousko (AUT)                                                  | 1:56,42 | Traudl Hecherová · Rakousko (AUT)              | 1:56,66 |
| slalom      | Christine Goitschelová · Francie (FRA) | 1:29,86 | Marielle Goitschelová · Francie (FRA)                                                 | 1:30,77 | Jean Saubertová · Spojené státy americké (USA) | 1:31,36 |
| obří slalom | Marielle Goitschelová · Francie (FRA)  | 1:52,24 | Christine Goitschelová · Francie (FRA) Jean Saubertová · Spojené státy americké (USA) | 1:53,11 | medaile neudělena                              |         |